# میانی مرکزی

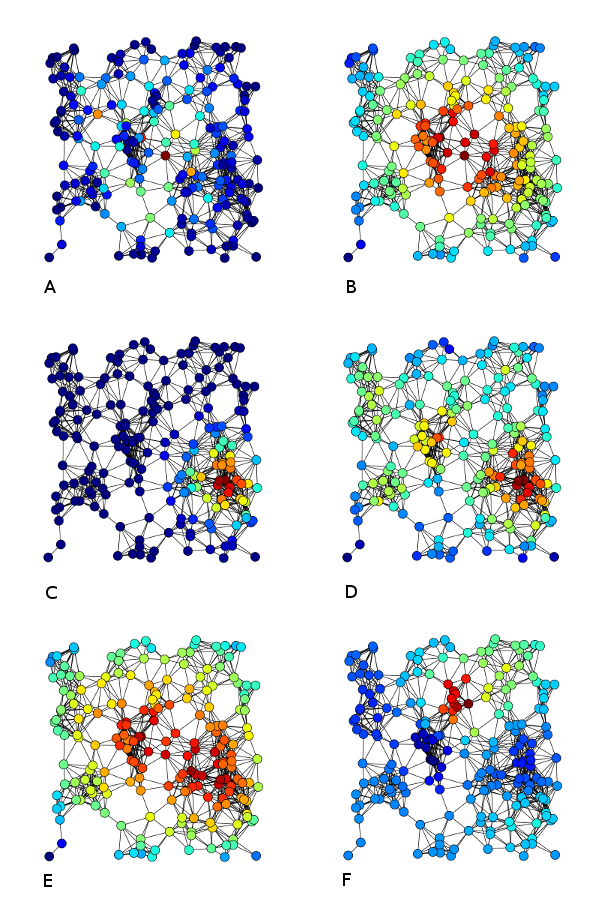
شش معیار مرکزیت روی یک نمودار.

در نظریه گراف، میانبودگی مرکزی سنجه‌ای است برای نشان دادن مرکزی بودن گره در گراف. این سنجه برابر است با شمار کوتاه‌ترین راه‌هایی میان همهٔ جفت گره‌ها که از این گره می‌گذرند بخش بر همهٔ کوتاه‌ترین راه‌های همهٔ جفت‌گره‌ها. گره‌ای با میانی مرکزی بالا در شبکه نیز بسیار مهم است، زیرا بسیاری از شارهایی که از گره‌ای به گره‌ای دیگر می‌روند از این گره می‌گذرند. جامعه‌شناس لینتون فریمن برای نخستین بار مینهٔ میانبودگی مرکزی را به چاپ رسانید، هر چند پیش از وی، ریاضی‌دان جی آنتونیس چنین ایده‌ای را داشت ولی هرگز آن را چاپ نکرد. میانی مرکزی کاربرد بسیاری در زمینهٔ بررسی شبکه رایانه‌ای، شبکه اجتماعی، زیست‌شناسی و جامعه‌شناسی دارد.

## هدارش (تعریف)
میانی مرکزی برای گرهٔ {\displaystyle v} برابر است با:
{\displaystyle g(v)=\sum _{s\neq v\neq t}{\frac {p_{st}(v)}{p_{st}}}}
که {\displaystyle p_{st}} همهٔ کوتاه‌ترین راه‌های میان جفت‌گرهٔ {\displaystyle s} و {\displaystyle t} است و {\displaystyle p_{st}(v)\subseteq p_{st}} همهٔ کوتاه‌ترین راه‌هایی است میان جفت‌گرهٔ {\displaystyle s} و {\displaystyle t} که از {\displaystyle v} نیز می‌گذرند. بخش کردن بر {\displaystyle p_{st}} برای هنجارور (نرمال) کردن سنجه است. از آنجایی که {\displaystyle p_{st}(v)\leq p_{st}} همواره داریم {\displaystyle g(v)\leq 1}. اندازهٔ بزرگ میانی مرکزی گره‌ای نشان دهندهٔ آن است که این گره به دیگر گره‌های گراف از راه‌هایی کوتاه دسترسی بیابد یا در میانهٔ راه‌های کوتاه به دیگر گره‌هاست.

## زمینه‌های در پیوند
میانی مرکزی به زمینهٔ همبندی گراف‌ها نیز بسیار نزدیک است. از آنجایی که گره‌ای با اندازهٔ میانی مرکزی بالا در میانهٔ بسیاری راه‌های دیگر جای دارد، برداشتنش می‌تواند گراف را ناهمبند کند. همچنین میانی مرکزی به زمینهٔ مجموعهٔ برش نزدیک می‌کند.